# Шанел Портер
Шанел Портер (енгл. Shanelle Porter; 20. јануар 1972) бивша је америчка атлетичарка, која се такмичила у спринтерским дисциплинама, а највеће успехе је постигла као чланица америчке штафете 4 х 400 м..

## Значајнији резултати
| Датум | Такмичење                   | Место   | Пласман | Дисциплина | Резултат     | Детаљи |
| ----- | --------------------------- | ------- | ------- | ---------- | ------------ | ------ |
| 1997. | Светско првенство у дворани | Париз   |         | 4 × 400 м  | 3:27,66 САРд |        |
| 1999. | Светско првенство у дворани | Маебаши |         | 4 × 400 м  | 3:27,59 САРд |        |
| 1999. | Панамеричке игре            | Винипег |         | 4 × 400 м  | 3:27,73      |        |

## Лични рекорди
| Дисциплина       | Резултат | Место   | Датум             |
| ---------------- | -------- | ------- | ----------------- |
| 400 м (отворено) | 51,01    | Осака   | 9. мај 1998.      |
| 400 м (дворана)  | 51,83    | Атланта | 26. фебруар 1999. |